# Звиняч
Звиняч (укр. Звиняч) — село в Белобожницкой сельской общине Чортковского района Тернопольской области Украины.
Население по переписи 2001 года составляло 1066 человек. Почтовый индекс — 48510. Телефонный код — 3552.